# Jugendstiftung just
Die Jugendstiftung just ist eine im Jahr 2000 gegründete, gemeinnützige Stiftung der Diözese Rottenburg-Stuttgart. Sie hat eine Stiftungssumme von einer Million Euro und ist seit 2007 rechtlich eigenständig.

## Förderung
In der Satzung ist festgelegt, dass die Stiftung zur „Förderung der kirchlichen Jugendarbeit aller katholischen Träger in der Diözese Rottenburg-Stuttgart, aufgrund des Leitbildes des Bischöflichen Jugendamtes“ dient.
Es sollen dabei laut Satzung Mittel bereitgestellt werden für:
- innovative Projekte und Maßnahmen aus dem Bereich der kirchlichen Jugendarbeit,
- Projekte, Initiativen und Maßnahmen, die eine religiöse, soziale, politische oder kulturelle Ausrichtung haben,
- die fachliche und finanzielle Beratung und Begleitung der beantragten Projekte.

Dabei werden vor allem Maßnahmen auf den unteren Ebenen, auf Gemeinde- und Regionalebene, gefördert.

## Stiftungsaufbau
Die Stiftung besteht aus zwei Organen: dem Stiftungsvorstand und dem Stiftungsrat. Der Stiftungsvorstand setzt sich aus dem Leiter der Hauptabteilung Jugend des Bischöflichen Ordinariats in Rottenburg und einem von der Diözesanleitung des Bundes der Deutschen Katholischen Jugend (BDKJ) und dem Bischöflichen Jugendamt (BJA) benannten Mitglied zusammen und hat die Aufgabe der Verwaltung. Der Geschäftsführer hat eine beratende Position im Stiftungsvorstand. Der Stiftungsrat besteht aus bis zu 13 Personen und setzt sich aus sechs gewählten Vertretern der Jugend in der Diözese und bis zu sieben vom Bischof berufenen Personen aus Politik, Wirtschaft und Gesellschaft zusammen. Der Stiftungsrat ist das Beschlussorgan der Stiftung.

## Innovationspreis „just Geistesblitz“

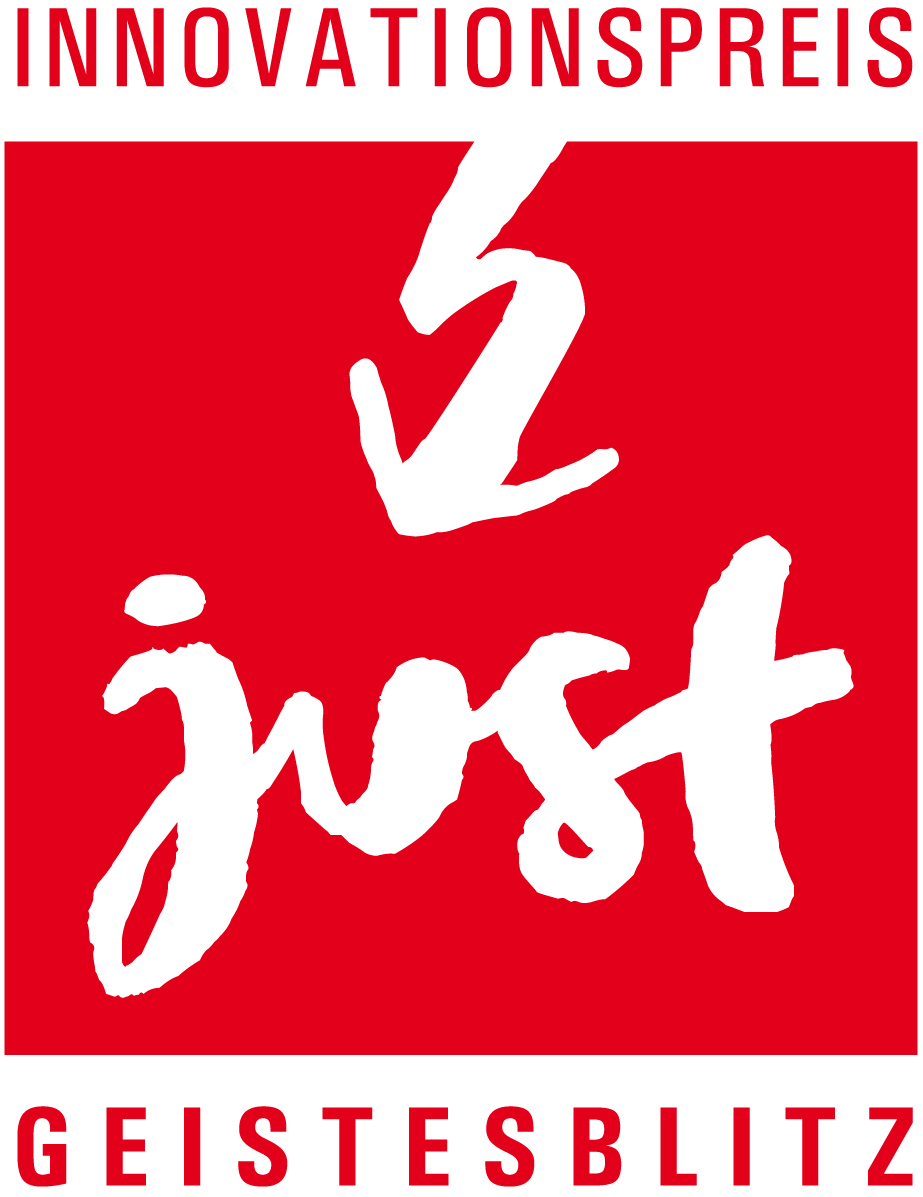
Logo des Innovationspreises

Im Jahr 2005 rief die Jugendstiftung anlässlich ihres fünfjährigen Bestehens den Innovationspreis "just Geistesblitz" ins Leben. Mit diesem mit 500 Euro dotierten Preis wird jährlich ein besonders innovatives Projekt der kirchlichen Jugendarbeit in der Diözese Rottenburg-Stuttgart ausgezeichnet. Bei der Auswahl werden dabei vor allem folgende Merkmale berücksichtigt:  die Aktionsform, die Methoden und Medien, die Zielgruppe, das Thema und der Inhalt sowie die Wirkung und Öffentlichkeitsarbeit.

## Geförderte Projekte (Auswahl)

Logo 72-Stunden-Aktion 2009

Die Stiftung fördert mehrere Projekte im Jahr. Zu den aufwendigsten Förderungen gehörten die 72-Stunden-Aktionen in den Jahren 2004, 2009 und 2013.
Außerdem unterstützte die Jugendstiftung das "jugendforum³", eine Aktion der Diözese zur Innovation der kirchlichen Jugendarbeit. Begonnen wurde dieses mit der Zukunftskonferenz im Kloster Obermarchtal im Januar 2010. Von dieser Konferenz gingen viele Experimente aus, die teilweise auch durch die Jugendstiftung unterstützt wurden.
Aber auch kleinere Projekte werden unterstützt, so beispielsweise das Projekt "Spuren aus Licht" in der Gmünder Jugendkirche. Dort wurde von Jugendlichen zusammen mit dem Künstler Stefan W. Knor eine Licht-, Kunst- und Musikinstallation in der Schwäbisch Gmünder Johanniskirche geschaffen, in deren Mittelpunkt eine 120 m² große Gewebeskulptur stand.

## Markenname
Seit April 2002 ist just – die Jugendstiftung der katholischen Kirche Rottenburg-Stuttgart eine eingetragene Wortmarke beim Deutschen Patent- und Markenamt und seitdem markenrechtlich geschützt.